# Playa de la Victoria
Playa de la Victoria är en strand i Spanien.   Den ligger i provinsen Provincia de Cádiz och regionen Andalusien, i den sydvästra delen av landet, 500 km sydväst om huvudstaden Madrid.